# Stenalcidia nigrilineata
Stenalcidia nigrilineata là một loài bướm đêm trong họ Geometridae.